# MBC Music
MBC Music (hangul: 엠비씨 뮤직) är en sydkoreansk kabel-TV-kanal som ägs av Munhwa Broadcasting Corporation. TV-kanalen sänder främst musikrelaterade program.

## TV-program i urval
- Show Champion